# Osiniec (struga)
Osiniec (także Osieniec) – strumień w północno-zachodniej Polsce, w województwie zachodniopomorskim, w granicach administracyjnych Szczecina. Ma długość ok. 1,5 km.
Źródło Osińca znajduje się w obniżeniu terenu położonego w zachodniej części osiedla Gocław.
Strumień wypływa z obniżenia terenu położonego na wschód od początkowego odcinka ulicy Nehringa, a na północ od ulicy Tęczowej. Osiniec na całej swojej długości płynie w kierunku południowo-wschodnim. Od zachodu opływa Leśne Wzgórza. Przyjmuje z lewego brzegu bezimienny ciek płynący z okolic ulicy Dzielnicowej i uchodzi do Glinianki.